# Andonis Samaràs
Andonis Samaràs (en grec: Αντώνης Σαμαράς pronunciat [anˈdonis samaˈras]; Atenes, 23 de maig de 1951) és un economista i polític grec. Fou el líder del partit conservador Nova Democràcia, un dels partits més importants del país, des de 2009 fins al 2015. És membre del Parlament grec per Messènia. Va ser ministre d'hisenda el 1989, ministre d'afers exteriors de 1989 a 1990 i també de 1990 a 1992 abans de ser ministre de cultura el 2009. Ha estat el Primer Ministre de Grècia del 20 de juny de 2012 fins al 26 de gener de 2015. És besnet de l'escriptora grega Pinelopi Delta.

## Biografia
Andonis Samaràs va nàixer a Atenes el 1951 al si d'una família de notables grecs. El seu pare, el Dr. Konstandinos Samaràs, era un professor de cardiologia i la seva mare, Lena nascuda Zannas, era una besneta de l'escriptora Penelope Delta. Samaràs estudià a l'Athens College (que va fundar el seu besavi matern, Stéfanos Delta, amb el seu sogre Emmanuïl Benakis) i es diplomà més endavant a l'Amherst College el 1974 en economia. Després se n'anà a la Universitat Harvard on obtingué el 1976 un MBA.
Entrà en l'escena política el 1977 amb el partit Νέα Δημοκρατία (Nova Democràcia) representant Messènia al Parlament grec. Amb tot, no adquirí gran notorietat pública fins al 1989 quan va ser triat com a ministre d'Afers exteriors del govern de transició de Xenofon Zolotas. No hi romangué gaire temps, ja que en va dimitir, amb la resta dels ministres de centredreta, el 16 de febrer de 1990, fundant el partit Primavera Política, que va tenir bons resultats i fou dissolt en 2004.
En 2004 va tornar al partit conservador Nova Democràcia, que va arribar a liderar en 2010, reintegrant la formació de Dora Bakoyannis que se n'havien escindit.

## Primer ministre (2012-2015)
El 2012 que en plena crisi econòmica es van convocar eleccions al maig. Va ser la força més votada però lluny de la majoria absoluta, Nova Democràcia va ser incapaç de formar un nou govern i es van tornar a convocar eleccions per al juny, aquesta vegada va formar govern de coalició amb el PASOK.
Samaras va implementar una sèrie de reformes i mesures d'austeritat amb un programa de rescat del FMI amb l'objectiu de reduir els dèficits pressupostaris públics i fer que l'economia grega fos competitiva.
En les eleccions parlamentàries realitzades de manera anticipada el 25 de gener del 2015, Coalició de l'Esquerra Radical va obtenir 149 diputats d'un total de tres-cents i nomenat Alexis Tsipras com a Primer ministre de Grècia.

## Dimissió de la presidència de Nova Democràcia
El 27 de juny de 2015, després del fracàs de les negociacions entre el seu i les institucions de la Troika europea per a prolongar els programes de refinançament del deute grec es va convocar el Referèndum sobre l'economia grega (2015) sobre l'acceptació o no de la continuació de les polítiques d'austeritat implementades des del 2010, pel que va demanar el SI, que va ser derrotat, i va presentar la dimissió de la presidència de Nova Democràcia.